# Coswig (Anhalt)
Coswig (Anhalt) è una città della Sassonia-Anhalt, in Germania.

Appartiene al circondario (Landkreis) di Wittenberg (targa WB) ed è capoluogo della comunità amministrativa (Verwaltungsgemeinschaft) omonima.
La cittadina ospita il castello omonimo, palazzo risalente al XVI secolo, di proprietà privata e in corso di restauro.

## Geografia antropica

### Suddivisioni amministrative
Coswig si divide in 14 zone, corrispondenti all'area urbana e a 13 frazioni (Ortsteil):
- Coswig (area urbana)
- Buko
- Cobbelsdorf, con la località:
  - Pülzig
- Düben
- Hundeluft
- Jeber-Bergfrieden
- Klieken, con la località:
  - Buro
- Köselitz
- Möllensdorf
- Ragösen
- Senst
- Serno, con le località:
  - Göritz
  - Grochewitz
- Wörpen, con la località:
  - Wahlsdorf
- Zieko

## Amministrazione

### Gemellaggi
Coswig è gemellata con:
- Stadtallendorf, dal 1993